# Rue du Printemps (Toulouse)
Pour les articles homonymes, voir Rue du Printemps.
La rue du Printemps (en occitan : carrièra de la Prima) est une voie de Toulouse, chef-lieu de la région Occitanie, dans le Midi de la France.

## Situation et accès

### Description
La rue du Printemps est une voie publique de Toulouse. Elle se trouve au cœur du quartier des Chalets.
Elle naît perpendiculairement à la rue de la Concorde, face au no 64. Longue de 311 mètres et large de 8 mètres, orientée au nord-est et rectiligne, elle se termine en débouchant sur le boulevard Matabiau, presque au niveau de la passerelle de Négreneys qui permet de franchir le canal du Midi.
La chaussée compte une seule voie de circulation automobile en sens unique, du boulevard Matabiau vers la rue de la Concorde. Elle appartient à une zone 30 et la vitesse y est limitée à 30 km/h. Il n'existe pas de bande, ni de piste cyclable, quoiqu'elle soit à double-sens cyclable sur toute sa longueur.

### Voies rencontrées
La rue du Printemps rencontre les voies suivantes, dans l'ordre des numéros croissants (« g » indique que la rue se situe à gauche, « d » à droite) :
1. Rue de la Concorde
2. Rue d'Orléans (d)
3. Rue des Roziers (g)
4. Rue de Châteaudun (d)
5. Rue du Capitaine-Paul-Escudié (g)
6. Rue Saint-Hilaire (g)
7. Rue Dominique-Ingres (g)
8. Boulevard Matabiau

### Transports
La rue du Printemps n'est pas directement desservie par les transports en commun Tisséo. Elle débouche cependant, à l'ouest, sur le boulevard Matabiau, où se trouvent les arrêts des lignes de bus 1527. Plus loin, au carrefour de l'avenue Honoré-Serres se trouvent également les arrêts des bus 2970, à proximité immédiate de la station Canal-du-Midi de la ligne de métro .
Il existe également une station de vélo en libre service VélôToulouse : la station no 93 (57 rue du Printemps).

## Odonymie
La rue du Printemps est, jusqu'au début du XIXe siècle, un chemin sans nom. Elle est désignée, à partir de cette époque, comme la petite-rue de la Poudrière – pour la distinguer de la « grande » rue de la Poudrière (actuelle rue de la Concorde). En effet, on avait établi sur un terrain au croisement des deux chemins, au XVIIIe siècle, le magasin à poudre de la ville. C'est finalement le 12 mars 1883, après la disparition de la poudrière, que les deux rue et petite-rue de la Poudrière prirent leur nom actuel.

## Patrimoine et lieux d'intérêt
- no  3 : immeuble (1903)[3].
- no  16 : immeuble (1900)[4].
- no  22 : immeuble (deuxième quart du XXe siècle)[5].
- no  23 : immeuble (deuxième moitié du XIXe siècle)[6].
- no  34 : maison (deuxième moitié du XIXe siècle)[7].
- no  35 : maison (deuxième moitié du XIXe siècle)[8].
- no  40 : maison (premier quart du XXe siècle)[9].
- no  42 : maison (deuxième moitié du XXe siècle)[10].